# أفوكسولانر
أفوكسولانر (INN) يُعتبر مبيد حشرات وقاتل للقَراد الذي يصيب الكلاب. يَستخدم للوقاية والعلاج من البراغيث والقرّاد الذي يصيب الكلاب والجراء من عمر 8 أسابيع وأكثر، بوزن 4 باوندات (~1.8 كيلوغرام) من وزن الجسم أو أكثر. يَعطى العلاج مرة واحدة في الشهر.
على عكس علاجات البراغيث الأخرى التي تستخدم بشكل موضعي على فرو الحيوان؛ أفوكسولانر يَؤخذ عن طريق الفم على شكل قرص بنكهة اللحم، حيث يقوم بتسميم البراغيث مجرد بدئها بالتغذية. يَستخدم العلاج وحده أو مع علاج «ميلبيمايسين أوكسيم».
صنّفت مؤسسة الغذاء والدواء الأمريكية  هذا العلاج على أنه من نوع (ايزوكسازولين) والذي يتضمن أعراض جانبية عصبية قد تصيب بعض الكلاب مثل: ارتعاش في العضلات، ترنَّح في الحركة، ونوبات صرع.